# Spannungsgesteuerter Ionenkanal
Spannungsaktivierte Ionenkanäle (oder spannungsgesteuerte Ionenkanäle) sind Transmembranproteine, die in der Membran ionendurchlässige Poren bilden, die sich in Abhängigkeit vom Membranpotential öffnen oder schließen.
Diese Kanäle enthalten geladene Aminosäuren, die durch Änderungen im elektrischen Feld über der Membran verschoben werden können. Jeder Kationenkanal verfügt über sechs hydrophobe Segmente in je sechs Untereinheiten. Die Untereinheiten eins bis vier bilden den „Spannungssensor“, die Untereinheiten fünf bis sechs umgeben die Pore und bestimmen die Ionenselektivität. Die Änderungen im elektrischen Feld führen zu einer Konformationsänderung des Proteins und damit zu einer Öffnung bzw. Schließung.
Reich an spannungsaktivierten Ionenkanälen sind zum Beispiel elektrisch erregbare Zellen wie Neuronen.